# Gustavo Olguín
Gustavo Olguín Rodrigo (14 aprile 1925 – Città del Messico, 29 dicembre 2018) è stato un pallanuotista e pittore messicano.
Ha fatto parte del Messico che ha partecipato al torneo di pallanuoto ai Giochi di Helsinki 1952, assieme ai fratelli José e Otilio.
Ha continuato a giocare a pallanuoto per molti anni, ma la sua passione principale era la pittura. Si era laureato in arti visive nel 1950 negli Stati Uniti e avrebbe continuato a ricevere una formazione in Inghilterra e a Roma. I suoi dipinti e le sue incisioni hanno ricevuto l'attenzione internazionale e le sue opere sono state esposte in tutto il mondo quando ha raggiunto l'apice della sua carriera negli anni '90.